# دوبار همتاسازی دی‌ان‌ای

نمایش اجمالی مراحل همتاسازی کروموزوم در یک چرخهٔ سلولی عادی.

دوبار همتاسازی دی‌ان‌ای یا طور مختصر دوبار همستازی فرایند نامطلوب و در بسیاری شرایط کشنده است که در سلول‌های یوکاریوت ممکن است رخ دهد. دوبار همتاسازی زمانی رخ می‌دهد که ژنوم بیش از یکبار در هین مقسیم سلول همتاسازی می‌شود. بر اساس مطالعات علمی، دوبار همتاسازی موجب غیر پایداری ژنوم شده و در بسیاری از آسیب‌شناسی‌های مرتبط با سرطان در انسان مشاهده می‌شود.